# Zappa Plays Zappa (DVD)
Zappa Plays Zappa a címe az ugyancsak Zappa Plays Zappa nevű zenekar első, dupla koncert-DVD-jének, a felvétel 2006-ban készült. A zenekar vezetője Dweezil Zappa, a koncertfilmen apjának, Frank Zappának állít emléket. A film rendezője Pierre & François Lamoureux - kiadta a Muppy Productions 2007-ben.

## Zappa plays Zappa
- Dweezil Zappa - gitár
- Scheila Gonzalez - szaxofon, fuvola, billentyűs hangszerek és ének
- Aaron Arntz - billentyűs hangszerek, trombita, ének
- Pete Griffin - basszusgitár
- Billy Hulting - marimba és más ütőhangszerek
- Jamie Kime - gitár
- Joe Travers - dobok, ének

## Vendégek
- Napoleon Murphy Brock - ének, szaxofon, fuvola
- Terry Bozzio - dobok, ének
- Steve Vai - gitár

## A koncert

### Első lemez
1. Andy
2. Call Any Vegetable
3. Tell Me You Love Me
4. Florentine Pogen
5. Cosmik Debris
6. I’m The Slime
7. Pound For A Brown
8. Don’t Eat The Yellow Snow
9. St. Alfonzo’s Pancake Breakfast
10. Father O’Blivion
11. Inca Roads
12. Eat That Question
13. I’m So Cute
14. Tryin’ To Grow A Chin
15. Punky’s Whips

### Második lemez
1. Black Page #1
2. Black Page #2
3. Regyptian Strut
4. Peaches En Regalia
5. Montana
6. Village Of The Sun
7. Echidna’s Arf (Of You)
8. Zomby Woof
9. Black Napkins
10. The Torture Never Stops
11. Oh No
12. Son Of Orange County
13. Trouble Every Day
14. Sofa

### Bónusz anyagok
1. Cheepnis
2. Interjú Dweezil Zappával

### Külső hivatkozások
- DVD-kritika Archiválva 2016. március 4-i dátummal a Wayback Machine-ben - a hardrock.hu oldalról, magyarul